# Parlamentswahl in Grönland 1987
- IA: 4
- S: 11
- A: 11
- IP: 1

Die Parlamentswahl in Grönland 1987 war die vierte Wahl zum Inatsisartut bzw. Landsting, dem grönländischen Parlament. Die Wahl fand am 26. Mai 1987 statt.

## Wahlrecht
Bei der Parlamentswahl wurde das Verhältniswahlrecht angewendet. Die Zahl der Sitze stieg von 25 auf 27.

## Ausgangslage
Im März 1987 spitzte sich das Verhältnis in der bestehenden Koalition zwischen Siumut und Inuit Ataqatigiit zu, da beide Parteien zu häufig verschiedener Ansichten waren. Es kamen Gerüchte auf, dass die Siumut die beiden Minister der IA, Aqqaluk Lynge und Josef Motzfeldt, ihrer Ämter entheben und durch die Siumut-Politiker Agnethe Davidsen und Jens Lyberth ersetzen wollte. Nachdem Gespräche mit der Atassut gescheitert waren, dass diese eine Minderheitsregierung der Siumut unter Jonathan Motzfeldt unterstützen würden, rief dieser am 10. März Neuwahlen aus, die auf den 26. Mai gelegt wurden.

## Teilnehmende Parteien
Bei der Wahl traten vier Parteien an. Die Issittup Partiia wurde im Februar 1987 von Nikolaj Heinrich gegründet, der zuvor Mitglied der Siumut gewesen war.
| Partei | Partei            | Kürzel | Deutsche Bedeutung     | Ausrichtung                                   | Vorsitzender       |
| ------ | ----------------- | ------ | ---------------------- | --------------------------------------------- | ------------------ |
|        | Siumut            | S      | Vorwärts               | sozialdemokratisch                            | Jonathan Motzfeldt |
|        | Atassut           | A      | Gemeinsinn             | konservativ, wirtschaftsliberal, unionistisch | Otto Steenholdt    |
|        | Inuit Ataqatigiit | IA     | Gemeinschaft der Inuit | demokratisch-sozialistisch                    | Aqqaluk Lynge      |
|        | Issittup Partiia  | IP     | Partei des Eisigen     | wirtschaftsliberal, konservativ               | Nikolaj Heinrich   |

## Kandidaten
Bei der Wahl traten 154 Kandidaten mit jeweils zwei Stellvertretern an, die sich folgendermaßen auf die einzelnen Parteien und Wahlkreise verteilten:
| Partei            | Südkreis | Mittelkreis | Diskokreis | Uummannaq | Upernavik | Avanersuaq | Tasiilaq | Ittoqqortoormiit | Insgesamt |
| ----------------- | -------- | ----------- | ---------- | --------- | --------- | ---------- | -------- | ---------------- | --------- |
| Siumut            | 9        | 16          | 10         | 3         | 4         | 4          | 3        | 3                | 52        |
| Atassut           | 9        | 16          | 10         | 3         | 2         | 4          | 5        | 4                | 53        |
| Inuit Ataqatigiit | 6        | 8           | 7          | 2         | 1         | 1          | 3        | 1                | 29        |
| Issittup Partiia  | 4        | 5           | 5          | 0         | 0         | 0          | 4        | 0                | 18        |
| Einzelkandidaten  | 0        | 2           | 0          | 0         | 0         | 0          | 0        | 0                | 2         |

Alle Abgeordneten traten erneut an, Ingvar Høegh (Atassut) jedoch nur als Stellvertreter. Auch Marius Olsen, der Lars-Emil Johansen nach dessen Rücktritt ersetzt hatte, trat wieder als dessen Stellvertreter für die Siumut an. Anders Andreassen, Hans Pavia Rosing (alle Siumut), Lars Chemnitz, Anguteeraq Davidsen, Lars Godtfredsen, Torben Emil Lynge (alle Atassut) und Sofus Joelsen (Inuit Ataqatigiit) sowie nur als Stellvertreter Ôdâĸ Olsen, Asiâjuk Sadorana (alle Siumut), Allan Idd Jensen, Lamik Møller, Agnethe Nielsen, Amandus Petrussen (alle Atassut) und Severin Johansen (Inuit Ataqatigiit) waren bereits einmal Mitglied im Landesrat oder Inatsisartut gewesen, traten aber 1984 nicht an oder wurden nicht gewählt.

## Ergebnis
Die rechtsliberale Partei Atassut und die sozialdemokratische Siumut wurden stärkste Fraktionen im Inatsisartut, gefolgt von der Inuit Ataqatigiit. Die Issittup Partiia zog mit einem Sitz erstmals ins Parlament ein.
Die Regierungsparteien nach dieser Wahl sind mit einem Punkt gekennzeichnet (•).
| Partei            | Partei                 | Stimmen | Stimmen | Stimmen | Sitze  | Sitze |
| Partei            | Partei                 | Anzahl  | %       | +/−     | Anzahl | +/−   |
| ----------------- | ---------------------- | ------- | ------- | ------- | ------ | ----- |
|                   | Atassut                | 10.044  | 40,1    | −3,7    | 11     | ±0    |
| •                 | Siumut                 | 9.987   | 39,8    | −4,3    | 11     | ±0    |
| •                 | Inuit Ataqatigiit      | 3.823   | 15,3    | +3,2    | 4      | +1    |
|                   | Issittup Partiia       | 1.119   | 4,4     | +4,4    | 1      | +1    |
|                   | Unabhängige Kandidaten | 95      | 0,4     | +0,4    | ―      | ―     |
| Gesamt            | Gesamt                 | 25.068  | 100,0   |         | 27     | +2    |
| Gültige Stimmen   | Gültige Stimmen        | 25.068  | 97,3    |         |        |       |
| Ungültige Stimmen | Ungültige Stimmen      | 696     | 2,7     |         |        |       |
| Wahlbeteiligung   | Wahlbeteiligung        | 25.764  | 69,6    |         |        |       |
| Wahlberechtigte   | Wahlberechtigte        | 36.998  | 100,0   |         |        |       |
| Quelle:           |                        |         |         |         |        |       |

## Folgen
| In Betracht gezogene Koalitionen   | Sitze |
| ---------------------------------- | ----- |
| Sitze gesamt                       | 27    |
| Zweidrittelmehrheit (ab 18 Sitzen) |       |
| A, S                               | 22    |
| Absolute Mehrheit (ab 14 Sitzen)   |       |
| A, IA                              | 15    |
| S, IA                              | 15    |
| Keine Mehrheit (unter 14 Sitzen)   |       |
| A, IP                              | 12    |
| S, IP                              | 12    |

27 Abgeordnete wurden ins 4. Inatsisartut gewählt. Jonathan Motzfeldt (Siumut) wurde als Premierminister im Amt bestätigt. Das Kabinett Motzfeldt IV nahm am 8. Juni 1987 seine Arbeit auf. Es setzte sich neben dem Premierminister aus drei Ministern der Siumut und zwei Ministern der Inuit Ataqatigiit zusammen, die ihre Koalition fortsetzten. Kurz zuvor hatten sich die beiden Parteien inhaltlich wieder angenähert.